# El Supermagnetrón
Supermagnetrón (マグネロボ・ガ・キーン Magnerobo Ga・Keen?) es una serie de anime del género mecha producida por Toei Animation. Es acerca de la lucha entre el Supermagnetrón, un Super Robot pilotado por humanos, contra los Isaritas, una raza de extraterrestres que quiere conquistar la Tierra.

## Argumento
El Profesor Raymond construye el Supermagnetrón, un robot que utiliza energía magnética, para defender la Tierra de los Isaritas, una raza alienígena. Waldo y Lisa son los pilotos del robot. Para hacer aparecer al Supermagnetrón, Waldo y Lisa unen sus pulseras para convertirse ellos en dos hexágonos rojos que luego se unen a las demás partes del robot. Los dos hexágonos rojos, que se encuentran adheridos al torso del robot, son los polos positivo y negativo necesarios para el funcionamiento del Supermagnetrón.

## Personajes
- Waldo (Takeshi Hoyou (北条 猛)) Seiyū: Toshio Furukawa es un joven karateka quien abandonó su hogar por problemas con su padre. Su mayor ambición es derrotar a su padre en el karate. Es escogido por el Profesor Raymond para ser el Magnetrón Positivo y manejar el robot PLISERIN. A pesar de ser un gran luchador al momento de combatir a los monstruos sintéticos, Waldo da la sensación de que no se lleva bien con el resto de la tripulación teniendo una actitud soberbia en varias ocasiones, siendo en el fondo, una persona solitaria.

- Lisa (Mai Kagetsu (花月 舞)) Seiyū: Kazuko Sugiyama es la joven y hermosa hija del Profesor Raymond. Es el Magnetrón Negativo además de manejar el robot COLOSO.

- Profesor Raymond (Mamoru Kagetsu (花月 守) Seiyū: Kenji Utsumi: es el comandante de la nave Libertadora y padre de Lisa.

- Rex (Hitoshi Komatsu) (小松 独)  Seiyū: Keiichi Noda: Es uno de los tres asistentes del Profesor Raymond, de pequeño se crio en un orfanato y que una vez vio atacado por los monstruos sintéticos, haciendo todo lo posible por defenderlo. Se podría decir que es el más fuerte físicamente de toda la tripulación, mucho más que Waldo, a quien más de una vez lo ha golpeado por tener esa actitud soberbia con los demás.

- Oter (Futoshi Hizen) (肥前 太) Seiyū: Hiroshi Masuoka: Es otro de los asistentes del Profesor Raymond, es un joven gordo pero de buen corazón, siempre se está enfrentando a Waldo por la actitud soberbia de este y está enamorado de Lisa.

- Mínimo (Jujiro Tensai) (辻 天才) Seiyū: Sanji Hase: Es el tercer asistente del Profesor Raymond, es de baja estatura y usa lentes, a pesar de su nombre, es uno de los más inteligentes de la tripulación.

- Cinthia (Kaoru Hizen) (肥前 カオル) Seiyū: Noriko Tsukase: Es la hermanita menor de Oter, es una niña de carácter alegre que va a visitar a su hermano mayor en una ocasión y se queda junto a la tripulación, además, es quien le dice a Lisa que Oter está enamorado de ella, provocando el enfado de este último.

- Christi (Kotoe Hojou) (北条 琴江) Seiyū: Haruko Kitahama: es la hermana mayor de Waldo, se hizo a cargo de él cuando su madre murió y fue quien sufrió más cuando Waldo abandona la casa después de ser derrotado por su padre.

- Padre de Waldo (Toru Hoyou) (北条 徹) Seiyū: Hidekatsu Shibata: Es el padre de Waldo y Christi y su ocupación es ser instructor de artes marciales. Entrenó a Waldo de manera excesivamente estricta en la infancia de éste y es lo que genera que cuando Waldo es mayor, abandone la casa.

## Contenido de la obra

### Anime
La serie de anime fue producida por Toei Animation. El director fue Tomoyoshi Katsumada. Consistió en 39 capítulos transmitidos en Japón por TV Asahi entre el 5 de septiembre de 1976 y el 26 de junio de 1977.
En Hispanoamérica, el anime fue visto en los años ochenta del siglo pasado como parte del Festival de los Robots.

### DVD
Existen dos volúmenes del Supermagnetrón en formato DVD de 50 minutos cada uno. El primero salió el 23 de septiembre de 2003, mientras que el segundo lo hizo el 16 de noviembre de 2004. Ambos están doblados al español.
También hay un filme del Supermagnetrón en DVD de 90 minutos de duración. Apareció el 27 de marzo de 2007.

## Música
La canción de apertura original fue たたかえ！ガ・キーン (Tatakae! Ga- Kiin?) interpretado por Ichirō Mizuki y Mitsuko Horie. En Hispanoamérica, el tema de inicio fue del chileno Guillermo "Memo" Aguirre.